# Kirchliches Kreditinstitut
Ein Kirchliches Kreditinstitut ist eine Bank mit christlich konfessionellem Hintergrund. In Deutschland existiert eine Reihe von Banken im Umfeld der evangelischen und katholischen Kirche. Sie unterstützen die kirchliche Arbeit durch die finanzielle Absicherung von Kirche und Diakonie und bieten ethische Geldanlagemöglichkeiten.
Seit den 2000er Jahren „erleben die kirchlichen Banken geradezu einen Boom“, sagte Professor Udo Steffens von der Frankfurt School of Finance & Management 2009.

## Kirchliche Banken in Deutschland
Die meisten Kirchlichen Kreditinstitute haben die Rechtsform einer eingetragenen Genossenschaft (e.G.) und gehören dem Bundesverband der Deutschen Volksbanken und Raiffeisenbanken an.
Liste der kirchlichen Banken (gestaffelt nach Jahresumsatz):

### Banken mit römisch-katholischem Hintergrund
- Liga Bank in Regensburg ist eine der ältesten katholischen Banken in Deutschland und einzige katholische Bank in Süddeutschland.
- DKM Darlehnskasse Münster, eine der drei katholischen Banken in NRW.
- Bank im Bistum Essen, eine der drei katholischen Banken in NRW.
- Pax-Bank für Kirche und Caritas in Paderborn, entstanden 2025 durch Fusion der
  - Bank für Kirche und Caritas, Paderborn
  - Pax-Bank, Köln
- Bank für Orden und Mission (eine Zweigniederlassung der Wiesbadener Volksbank eG) in Wiesbaden, investiert das bei ihr angelegte Geld unter Berücksichtigung ethischer Grundsätze. Sie vergibt keine Kredite. Ein Teil des Geschäftsgewinns fließt an die Missionszentrale des Franziskanerordens für konkrete Hilfsprojekte zugunsten notleidender Menschen in aller Welt.
- Steyler Bank in Sankt Augustin tätigt ihre Investitionen ebenfalls nach ethischen Kriterien. Dabei arbeitet sie auf der Basis des Frankfurt-Hohenheimer Leitfadens und ist Mitglied im Verein CRIC – Corporate Responsibility Interface Center[1]. Gewinne werden ausschließlich zur Unterstützung der Hilfsprojekte der Steyler Missionare verwendet.

### Banken mit evangelischem Hintergrund
- Bank für Kirche und Diakonie eG – KD-Bank in Dortmund betreut rund 7.000 Institutionen sowie 31.000 christlich orientierte Privatkunden (Stand 2012). Die Bank führte für die Wertpapieranlagen einen Nachhaltigkeitsfilter ein, der sich an den Zielen des konziliaren Prozesses (Frieden, Gerechtigkeit und Bewahrung der Schöpfung) orientiert. Weitere Schwerpunkte der Tätigkeit sind die Vergabe von Krediten für gemeinnützige Projekte im Bereich der evangelischen Kirche und ihrer Diakonie.
- Evangelische Bank entstanden 2014 durch Fusion der
  - Evangelische Kreditgenossenschaft Kassel (EKK) bedient die Kirchen im Süddeutschen Raum.
  - Evangelische Darlehnsgenossenschaft in Kiel bedient die norddeutschen Landeskirchen.

### Banken mit freikirchlichem Hintergrund
- Spar- und Kreditbank Evangelisch-Freikirchlicher Gemeinden (SKB), als Bank der Baptisten in Deutschland in den 1930er Jahren gegründet, vergibt die Bank Darlehen an Gemeinden, diakonische Einrichtungen und Werke im Bund Evangelischer Freikirchlicher Gemeinden in Deutschland KdöR. Inzwischen arbeitet die Bank auch mit Gemeinden außerhalb des Bundes zusammen.
- Spar- und Kreditbank des Bundes Freier evangelischer Gemeinden (SKB) in Witten ist die Spar- und Kreditbank des Bundes Freier evangelischer Gemeinden in Deutschland und als solche Finanzpartner der Einrichtungen, Werke und angeschlossenen Gemeinden des Bundes sowie deren Mitarbeiter, Mitglieder und Freunde. Die SKB wurde im Jahr 1925 gegründet.

## Kirchliche Banken und Kirchenfinanzen
Einen Großteil ihres Geldes deponieren die deutschen Kirchen in den kirchlichen Banken. Der Spiegel taxierte im Jahr 2001 die Einlagen kirchlicher Organisationen bei den religiösen Geldinstituten auf insgesamt 42 Milliarden D-Mark. Die Kirchen unterhalten Kirchen-Depots mit Aktien und Investmentpapieren bei den Kreditinstituten.

## Ethische Anlagen bei Kirchlichen Banken
Nach Meinung des Infodienstes AnlageABC können alle 15 Kirchenbanken in Deutschland einen ethischen Anspruch mit dem Thema Geldanlage verbinden. Vor dem Hintergrund, dass Geldanlagen unter besonderer Beachtung ethischer Grundsätze eine immer größere Bedeutung einnehmen, werden kirchliche Banken auch für Privatkunden interessanter. Das Volumen dieser Anlagen hat sich in Deutschland seit dem Jahr 2005 bis 2012 mehr als verdreifacht und beträgt rund 16 Milliarden Euro (2012). Im Jahr 2022 stieg der das Volumen auf 578.140 Millionen Euro, allerdings umfasst dieses auch nicht-kirchliche Spezialbanken mit Nachhaltigkeitsfokus.
Einig sind sich die meisten kirchlichen Banken, dass sie Investitionen in Rüstungsindustrie, Atomkraft, Pornografie, Tabak sowie Betriebe, die gegen Menschen- und Arbeitsrechte verstoßen, ablehnen.
Hierzu gibt es eine Reihe von Leitfäden die den Handlungsrahmen abstecken, zum Beispiel den Frankfurt Hohenheimer Leitfaden aus dem Jahr 2001, der größte deutschsprachige Kriterienkatalog, der die Bereiche Naturverträglichkeit, Sozialverträglichkeit und Kulturverträglichkeit abbildet.Frankfurt-Hohenheimer Leitfaden
Die internationale Non-Profit-Organisation „Christian Finance Observatory“ (OFCCFO) hat im August 2015 ein Charta der christlichen Ethischen Finanzen in mehreren Sprachen veröffentlicht (Französisch, Englisch, Italienisch, Russisch).

### Kritik
In der Vergangenheit wurde die Umsetzung ethischer Anlagekriterien bei den deutschen Kirchenbanken häufig angezweifelt. So berichtete der Spiegel 2009, dass die katholische Pax-Bank hohe Summen in Aktien von Rüstungs- und Tabakkonzernen angelegt habe. Der damalige Vorstandsvorsitzende der Pax-Bank, Christoph Berndorff, bestätigte die Angaben und sagte, die Bank würde in Zukunft nicht mehr in solche Unternehmen investieren. Die Pax-Bank hatte zusammen mit der katholischen Liga Bank knapp 578.000 Euro bei dem Rüstungsunternehmen BAE Systems angelegt. Der weltweit tätige Konzern mit Sitz in London produziert unter anderem Atom-U-Boote, Raketensysteme und Kampfflugzeuge.

## Kirchliche Banken in Österreich
In Österreich besitzt die katholische Kirche mehrheitlich die Privatbank Bankhaus Schelhammer & Schattera. Sie wurde als Privatbank gegründet, versteht sich aber – nachdem die katholische Kirche Mehrheitseigner wurde – als die Bank der Kirche in Österreich.

## Kirchliche Banken in der Schweiz
In der Schweiz gibt es keine kirchliche Bank.

## Banken mit ökumenischem Hintergrund
Die Ökumenische Entwicklungsgenossenschaft Oikocredit vermittelt die Anlagegelder ihrer Mitglieder als faire Kredite an Unternehmen und Genossenschaften in armen Ländern. Zurzeit sind rund 65 Prozent der Darlehen an Mikrofinanzinstitutionen vergeben, die anderen 35 Prozent gehen als Direktkredite an Unternehmen vor allem in den Bereichen Landwirtschaft, Nahrungsmittelverarbeitung und Kleingewerbe.

## Banken der Katholischen Kurie
Das Istituto per le Opere di Religione (IOR)über die Sorge für das gemeinsame Haus (deutsch Institut für die religiösen Werke, allgemein bekannt als „Vatikanbank“) ist eine Bank im Besitz des Heiligen Stuhles. Sie ist formell keine Staatsbank der Vatikanstadt, obwohl sie auch deren Aufgaben erfüllt. Die Bank kam kirchenintern und öffentlich in den letzten Jahrzehnten immer wieder wegen undurchsichtiger Strukturen und Geschäften sowie Machtintrigen in die Kritik.
Am 23. September 2009 setzte Papst Benedikt XVI. Angelo Caloia als Präsident des IOR sowie den gesamten Aufsichtsrat ab. 2012 standen Korruptionsvorwürfe gegen Kardinalstaatssekretär Tarcisio Bertone (die „Nummer zwei“ nach dem Papst) im Raum. Der Präsident der Vatikanbank Ettore Gotti Tedeschi war im Mai 2012 entlassen worden. Gotti Tedeschi, der als „Experte für Finanzethik“ galt, hatte seit dem 2009 an der Spitze der Vatikanbank gestanden. Ziel der Bestellung Gotti Tedeschi war es, das IOR auf sichere Füße zu stellen und mehr Transparenz zu schaffen sowie die innerhalb der EU geltenden Regelungen zur Verhinderung von Geldwäsche einzuhalten. Gotti Tedeschi galt nicht nur als ein Experte für „Finanzethik“, ihm wurden gute Verbindungen innerhalb der römisch-katholischen Kirche sowie zum Opus Dei nachgesagt.
Daneben gibt es als Finanzbehörde des Vatikans die Apostolische Kammer (lat.: Camera Apostolica). Im Mittelalter war die Apostolische Kammer die päpstliche Finanzbehörde, seit Papst Pius X. ist sie hingegen nur noch während einer Sedisvakanz befugt, die Güter des Apostolischen Stuhls zu verwalten.

## Belege
1. ↑  Mitglieder. 25. Oktober 2023, abgerufen am 7. November 2023.
2. ↑  Peter Wensierski: KIRCHE: Diskret wie Schweizer Banken. In: Der Spiegel. Nr. 49, 2001 (online – 3. Dezember 2001).
3. ↑  https://www.ekd.de/news_2012_02_03_ethisches_investment.htm epd nach KD-Bank Angaben
4. ↑  https://www.forum-ng.org/fileadmin/Marktbericht/2023/FNG_Marktbericht2023_Online.pdf
5. ↑  Johannes Hoffmann, Sozialethiker am Fachbereich Katholische Theologie der Johann Wolfgang Goethe-Universität Frankfurt, Konrad Ott, Lehrstuhl für Umweltethik der Universität Greifwald, und Gerhard Scherhorn vom Institut für Haushalts- und Konsumökonomik der Universität Hohenheim in Stuttgart.: Frankfurt Hohenheimer Leitfaden aktualisierte Fassung aus dem Jahr 2009. In: www.cric-online.org. 2009, abgerufen am 7. November 2023.
6. ↑  The Charta. In: Christian Finance Observatory. (christianfinanceobservatory.org).
7. ↑  Katholische Bank investiert – in Verhütung. In: Der Stern. 1. August 2009, abgerufen am 19. April 2025.
8. ↑  Patricia Arnold: „Vatikan-Bank: Köpferollen nach neuen Enthüllungen“, Neue Zürcher Zeitung, 4. Oktober 2009
9. ↑  Kordula Doerfler: Vatikan: Banker Gottes unter Verdacht. (Memento vom 29. September 2014 im Internet Archive) In: Frankfurter Rundschau, 22. September 2010.
10. ↑  Katharina Kort: Der Banker des Heiligen Vaters. In: Handelsblatt Online. 27. September 2009, archiviert vom Original am 15. Dezember 2013; abgerufen am 26. Mai 2012.
11. ↑  Definition: Wer sind verantwortlich investierende? In: www.cric-online.org. CRIC - Verein zur Förderung von Ethik und Nachhaltigkeit in der Geldanlage, 2016, abgerufen am 7. November 2023.